# Государство маратхов
Мара́тха, часто Мара́тхская импе́рия или Мара́тхская конфедера́ция (маратхи मराठा साम्राज्य) — крупное индуистское государство, созданное в 1674 году маратхами во главе с Шиваджи (Сиваджи) на территории современного штата Махараштра и прилегающих к нему землях. Столица — Райгад.
В 1674 году Шиваджи отказался подчиняться Биджапурскому султанату и принял царский титул, создав первое за долгие века мусульманского господства индуистское государство. Когда в 1680 году Шиваджи скончался, после недолгой борьбы один из его сыновей — Самбхаджи — одержал победу над своим братом, короновал себя и продолжил захватническую политику отца. Тем временем, узнав о смерти Шиваджи, Великий Могол Аурангзеб вторгся в Декан с армией в 180 тысяч солдат. Развязанные им Деканские войны привели лишь к ослаблению Империи Великих Моголов и усилению маратхов.
Начиная с правления внуков Шиваджи в маратхском государстве нарастают центробежные тенденции. О своей самостоятельности от пешвы (первого министра) объявляют наместники Берара (с центром в Нагпуре) и Малвы (с центром в Индауре). В 1720-е и 1730-е годы маратхские владения превращаются в коалицию маратхских княжеств, едва ли не самым сильным из которых становится Гвалияр.
Третий Пешва, Баладжи Баджи Рао (1740—1761), произвёл целый ряд набегов из Декана на север и восток. Внутри Декана сила маратхов увеличилась за счёт мусульманского Низама (после двух войн, веденных с ним). Главными центрами их были в это время Пуна и Нагпур.
В 1761 году маратхские властители потерпели сокрушительное поражение под Панипатом от афганских войск Ахмад-Шаха Дуррани. В новой политической ситуации маратхские князья принялись за передел своих владений: гвалиярский раджа занял Дели, а правитель Малвы присвоил часть Раджастхана и Пенджаба.
Этими распрями не преминула воспользоваться Британская Ост-Индская компания. В ходе трёх англо-маратхских войн (1775—1782, 1803—1805, 1817—1818) британцы отобрали у маратхов Дели и некоторые другие территории, а сами князья превратились в вассалов Ост-Индской компании.

## История

### Династия Шиваджи
Федеральное с половины XVII века индусское государство маратхов создано по преимуществу Шиваджи. Сидя в неприступной крепости в Западных Гхатах, он сформировал летучие отряды конных копейщиков из крестьян-собственников, которых легко можно было собрать. Таким образом, он всегда имел в своём распоряжении неограниченное количество войска без издержек на его содержание. После ряда удачных набегов на соседей и могольские города он объявил себя царём и в 1674 году с большим торжеством короновался в Райгархе.
Шиваджи наследовал его сын Самбхаджи (1680—1689). Правление его прошло в войнах с португальцами на юго-западном берегу и Моголами. В 1689 году Ауренгзеб взял его в плен, выжег глаза каленым железом, вырезал язык, хуливший Пророка, и обезглавил. Шестилетний сын Самбхаджи, Сагу или Шао, был также взят в плен, в котором оставался до смерти Ауренгзеба. В 1707 году он вступил на престол, признав себя вассалом Дели. Долгий плен и воспитание в мусульманском серале сделали из него изнеженного и слабого человека. Управление он предоставил своему министру, брахману Баладжи Вишванатху, с титулом первого министра, или Пешва. Баладжи Вишванатх вместе с Шиваджи должен считаться основателем могущества маратхов. Звание Пешвы стало наследственным и пережило царскую власть.
Династия Шиваджи удержала только небольшие княжества Сатару и Колхапур. Сатара досталась англичанам (1849) за отсутствием прямого наследника, а Колхапур управлялся потомками Шиваджи под верховной властью Англии.

### Независимые маратхские государства
Возникло 5 независимых маратхских династий и государств:
1. в Пуне (где правили пешвы),
2. княжество Нагпур (династия Бхонсле),
3. княжество Гвалиор (династия Шинде),
4. княжество Индаур (династия Холкар),
5. княжество Барод (династия Гаеквад).

### Пешвы
Могущество федерации маратхов было создано Пешвами. В 1718 году первый Пешва, Баладжи, ходил с войском в Дели, на помощь «делателям царей» Саидам, от которых хотел отделаться султан Фарукшияр. За эту помощь он выговорил себе щедрую награду: Шао, или Сагу, был признан независимым государем всех бывших владений Сиваджи. Маратхи получили десятую часть дохода с шести провинций (суба) в Декане, области Танджор, Майсор и Трихинополи, с условием поставить в случае нужды 15 тыс. войска и под ответственностью за мир в Декане.
В 1720 году были вынуждены у Моголов четверть дохода с Декана, а также признание верховной власти маратхов над южными областями около Пуны и Сатары. Второй Пешва, Баджи Рао (1721—1740), опять был утверждён в праве собирать подати с Декана и в верховной власти над ним. В 1736 году он отнял у Моголов Мальву вместе со страной на северо-запад от Виндхья, между Нербуддой и Чамбалом. В 1739 году он отнял у португальцев Бассеин. Окончательная уступка Мальвы маратхам состоялась в 1743 году.
Третий Пешва, Баладжи Баджи Рао (1740—1761), произвёл целый ряд набегов из Декана на север и восток. Внутри Декана сила маратхов увеличилась на счёт мусульманского Низама (после двух войн, веденных с ним). Главными центрами их были в это время Пуна и Нагпур.
В 1741—1742 годах нагпурская отрасль союза маратхов (так называемая Бхонсле) опустошила Нижний Бенгал, но была отбита. В 1743 году набег повторился, и с этого времени плодородные области Нижнего Ганга, несмотря на раздоры между пунскими и нагпурскими маратхами, сделались источником дохода для Бхонсле. В 1751 году они получили право подати (1/4 сбора) с Нижнего Бенгала и всю Ориссу. В Северной Индии они сделали набег даже на Пенджаб и навлекли на себя гнев Ахмеда Шаха Дурани, завладевшего этой областью.
При Панипате в 1761 году маратхи были разбиты соединёнными силами афганцев и мусульманских правителей северных провинций, номинально принадлежавших Моголам.
Четвёртый Пешва, Мадху Рао (1761—1772), вступил в правление в этот момент. Теперь приходилось обороняться и от мусульманских владетелей Хайдарабада и Майсура, и от Бхонсла в Бераре. Казалось, что союз маратхов распадется, как от внешних неудач, так и от внутренних раздоров. Как в 1743 году, так и теперь маратхи Пуны и Нагпура вступили в междоусобную борьбу друг с другом. Ещё в 1761 году в Мальве и соседних областях (разделённых теперь между Индауром и Гвалиором) обособились две другие ветви, под предводительством соответственно Голькара и Синдхья. В Панипатской битве Голькар, глава индаурской партии, ушёл с поля сражения, когда заметил, что счастье изменяет маратхам, и тем сделал поражение их полным. Значение Пешва теперь стало лишь немногим больше номинального.
Его младший брат Нараян Рао, наследовавший ему в 1772 году (пятый Пешва), был скоро убит по приказанию своего дяди Рагхубы, который и занял его место. Династия Пешва происходила от брахманов, а само войско их состояло из индусов низших каст. Таким образом, все маратхские вожди, достигшие самостоятельности, как Голькар и Синдхья, были ниже Пешв по происхождению, хотя и сильнее их de facto.
Голькар происходил от овчара-пастуха, Синдхья — от разносчика туфель. После Панипатской битвы маратхи некоторое время ничего не предпринимали, но мало-помалу в течение следующих 10 лет опять завладели Мальвой, Раджпутаной, областями Джатов и Рогилла от Пенджаба до Ауда (1761—1771).
В 1771 году передался им номинальный султан Дели, Шах Алам, которого кланы Синдхья и Голькар номинально держали на престоле, а на деле в плену, до 1803—1804 годов, когда были побеждены англичанами. Обе династии, Синдхья и Голькар, сохранили власть над одной из самых плодородных частей Мальвы. Бхонсла (в Бераре и Центр. провинциях) тоже занимались набегами (на В) из Нагпура и в 1751 году взяли дань с Бенгала и завладели Ориссой. Только приобретение Нижнего Бенгала англичанами (1756—1765) положило конец их набегам. В 1803 году английские войска выгнали их из Ориссы, а в 1817 году их сила окончательно была сломлена англичанами. С этих пор их главные области находились под надзором английских резидентов. В 1853 году умер последний Рагхуджи Бхонсла, не оставивший мужских наследников, и области нагпурских маратхов достались англичанам.
Четвёртая династия маратхов, Барода, владела Гуджератом, северо-западным Бомбейским побережьем и прилегающим полуо-вом Катьяваром. В 1817 году (последняя война англичан с маратхами) в Бароде управлял дом Гаекваров под надзором английского резидента. В 1874 году правивший Гаеквар был судим верховным судом из трёх англичан и трёх туземцев по обвинению в покушении отравить резидента и был низложен. На его место был посажен один из обедневших потомков основателя династии.

### Англо-маратхские войны
Первая англо-маратхская война (1779—1781) была вызвана внутренними неурядицами маратхов: шестой пешва, Мадхав-рао II, родился уже после смерти своего отца Нараяна Рао и при необыкновенных обстоятельствах. В течение его короткой жизни (21 год) правление находилось в руках его пестуна, Нана Фарнависа. Рагхуба (дядя и предполагаемый убийца его отца) оспаривал законность его рождения и сам домогался звания Пешвы. Нана Фарнавис призвал на помощь французов, а Рагхуба соединился с англичанами. В результате произошла война, окончившаяся договором в Салбаи (1782), по которому о-ва Сальсетта и Элефанта (около Бомбея) вместе с двумя другими отошли к англичанам.
Рагхуба получил хорошую пенсию, а молодой пешва был признан в своих правах, которыми, однако, пользовался недолго (кончил жизнь самоубийством). Ему наследовал двоюродный брат, Баджи-рао II (1795—1817), седьмой и последний пешва. Усиление северных маратхов (династии Голькар) заставило его искать британского покровительства; по договору в Бассеине в 1802 году он согласился пустить в свои владения английские войска для защиты их. Северные маратхи вознамерились уничтожить этот договор, и из-за этого началась Вторая англо-маратхская война (1802—1804). Генерал Артур Уэлсли (будущий герцог Веллингтон) разбил маратхов на юге, а генерал Джерард Лейк действовал на севере.
В 1804 году маратхи окончательно были разбиты при Диге. В результате англичане приобрели обширные области, влияние французов в Индии окончательно упало; кроме того, был восстановлен (номинально) трон делийского императора под английским протекторатом. В 1817—1818 году пешва, Голькар и Бхонсла подняли, каждый за свой страх, оружие против англичан и были снова разбиты, причём могущество маратхов было сокрушено окончательно. Баджи Рао сдался англичанам, а его земли присоединены к Бомбейскому президентству. Пленный Пешва был водворен в Битхуре, в Северной Индии, с богатой пожизненной пенсией. Его приёмный сын, известный больше под именем Нана Сагиба, играл потом весьма видную роль в восстании сипаев в 1857 году.